# Andrius Gudžius
Andrius Gudžius (Kaunas, 14 de febrero de 1991) es un deportista lituano que compite en atletismo, especialista en la prueba de lanzamiento de disco.
Ganó dos medallas en el Campeonato Mundial de Atletismo, oro en 2017 y bronce en 2022, y una medalla de oro en el Campeonato Europeo de Atletismo de 2018. En los Juegos Europeos de Cracovia 2023 consiguió una medalla de bronce en el lanzamiento de disco.
Participó en dos Juegos Olímpicos de Verano, en los años 2016 y 2020, ocupando el sexto lugar en Tokio 2020, en su especialidad.

## Palmarés internacional
| Campeonato Mundial | Campeonato Mundial      | Campeonato Mundial | Campeonato Mundial |
| Año                | Lugar                   | Medalla            | Prueba             |
| ------------------ | ----------------------- | ------------------ | ------------------ |
| 2017               | Londres (Reino Unido)   | Medalla de oro     | Disco              |
| 2022               | Eugene (Estados Unidos) | Medalla de bronce  | Disco              |
| Juegos Europeos    |                         |                    |                    |
| Año                | Lugar                   | Medalla            | Prueba             |
| 2023               | Chorzów (Polonia)       | Medalla de bronce  | Disco              |
| Campeonato Europeo |                         |                    |                    |
| Año                | Lugar                   | Medalla            | Prueba             |
| 2018               | Berlín (Alemania)       | Medalla de oro     | Disco              |